# Artesia, California
Artesia este un oraș în comitatul Los Angeles, statul California, SUA. Orașul este amplasat la altitudinea de 16 m deasupra n.m., se întinde pe surafața de 4,2 km² și avea în anul 2000, 16.380 loc.

## Personalități marcante
- Eileen Davidson (n. 1959), actriță